# Dot of the Galaxy
『Dot of the Galaxy』（ドット オブ ザ ギャラクシー）は、日本のバンドknotlampの通算4枚目のスタジオ・アルバムである。2010年9月7日発売。発売元はLD&K Records。

## 概要
- 6月後半にリリースされる予定となっていたが、本当に納得できる作品が作りたいというメンバーの思いから9月に延期された。
- 通常盤と初回限定盤の二種リリース。初回限定盤には2010年3月25日に赤坂BLITZにて行われたライブ「THE GROWING SQUARE」から4曲のライブ映像が収録したDVD付き。

## 収録曲

### CD
1. Into the sky
2. Libra
3. Twisted arrows
4. Fragment
5. Everlasting stars
6. My world, your world
7. A thousand sorries
8. Liberty Bell
9. Coda
10. Aerosphere
11. Aerosphere

### DVD『2010.3.25@赤坂BLITZ「THE GROWING SQUARE」』(初回限定盤のみ)
1. LAST TRAIN -新しい朝-
2. Everlasting Stars
3. Another Escape
4. 遠くへ